# Paul Dougherty

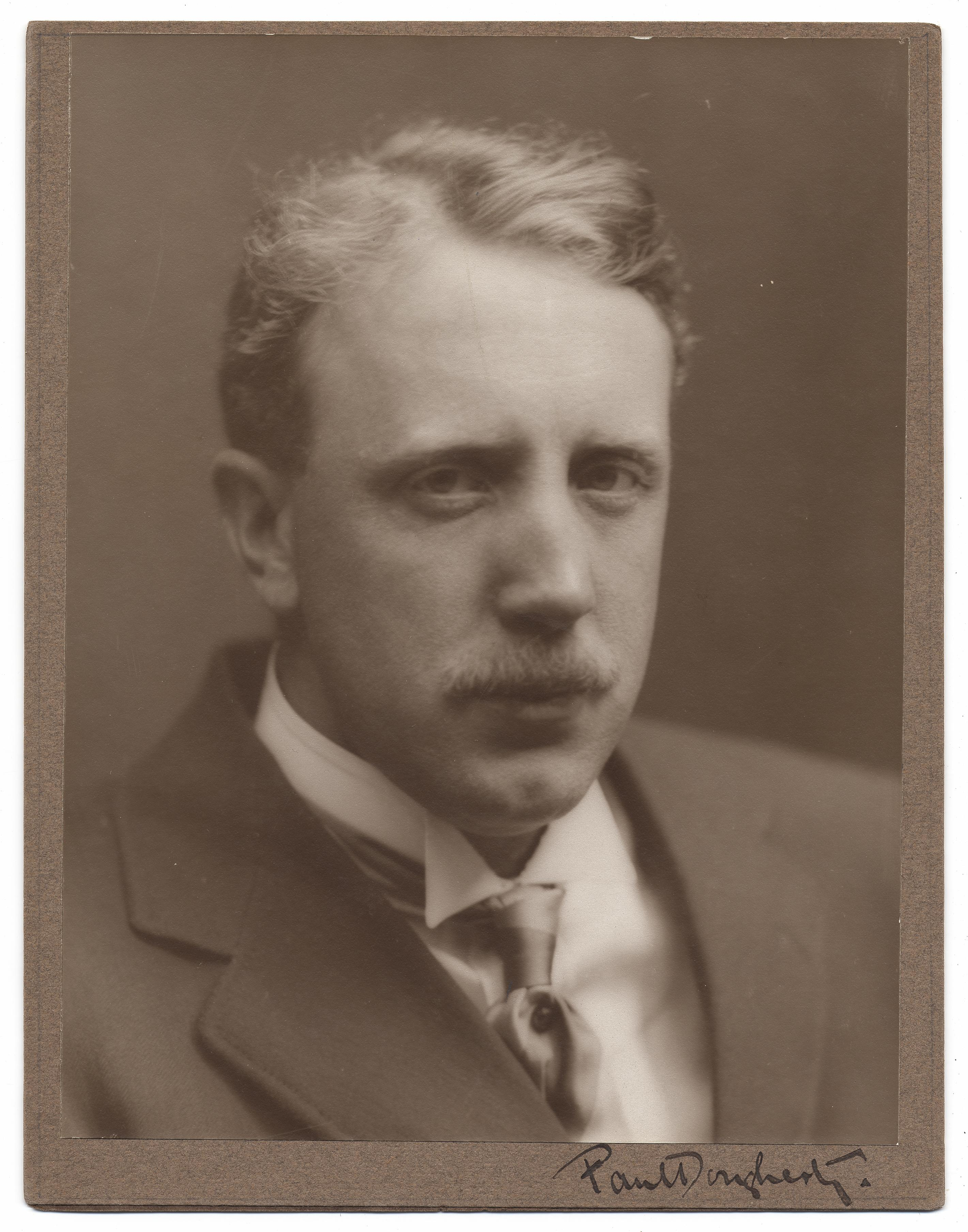
Paul Dougherty, ca. 1920

Paul Hampden Dougherty (* 6. September 1877 in Brooklyn, New York; † 9. Januar 1947 in Palm Springs, Kalifornien) war ein US-amerikanischer Marinemaler, bekannt für seine impressionistischen Darstellungen von Küstenlandschaften.

## Leben
Als Sohn eines prominenten Anwalts studierte Paul Dougherty Jura und legte die Anwaltsprüfung ab, entschied sich aber für die Kunst und gegen die Anwaltstätigkeit. Seine künstlerische Ausbildung war relativ kurz. Als gebildeter Mann und Weltenbummler zeichnete und stellte Dougherty an der Ost- und Westküste der Vereinigten Staaten, auf den Britischen Inseln, in ganz Europa und in Asien aus. Die erste Hälfte seiner Karriere verbrachte er im Ostender USA. 1928 zog er in den Westen und verbrachte schließlich die Sommer in Carmel, Kalifornien, und die kühleren Wintermonate in der Wüste. Paul Dougherty gewann fast alle wichtigen Preise auf den jährlichen Ausstellungen der National Academy of Design in New York und eine Goldmedaille auf der Panama-Pacific International Exposition in San Francisco. Bis 1915 hatten zahlreiche amerikanische Museen seine Werke für ihre ständigen Sammlungen erworben. Er wird zum Mitglied der National Academy of Design gewählt.
Aufgrund gesundheitlicher Probleme zog Paul Dougherty 1931 nach Carmel-by-the-Sea, Kalifornien, wo er sich aktiv an der Gründung der Carmel Art Association beteiligte und deren Präsident war. Er starb am 9. Januar 1947 in Palm Springs, Kalifornien.    

## Werk

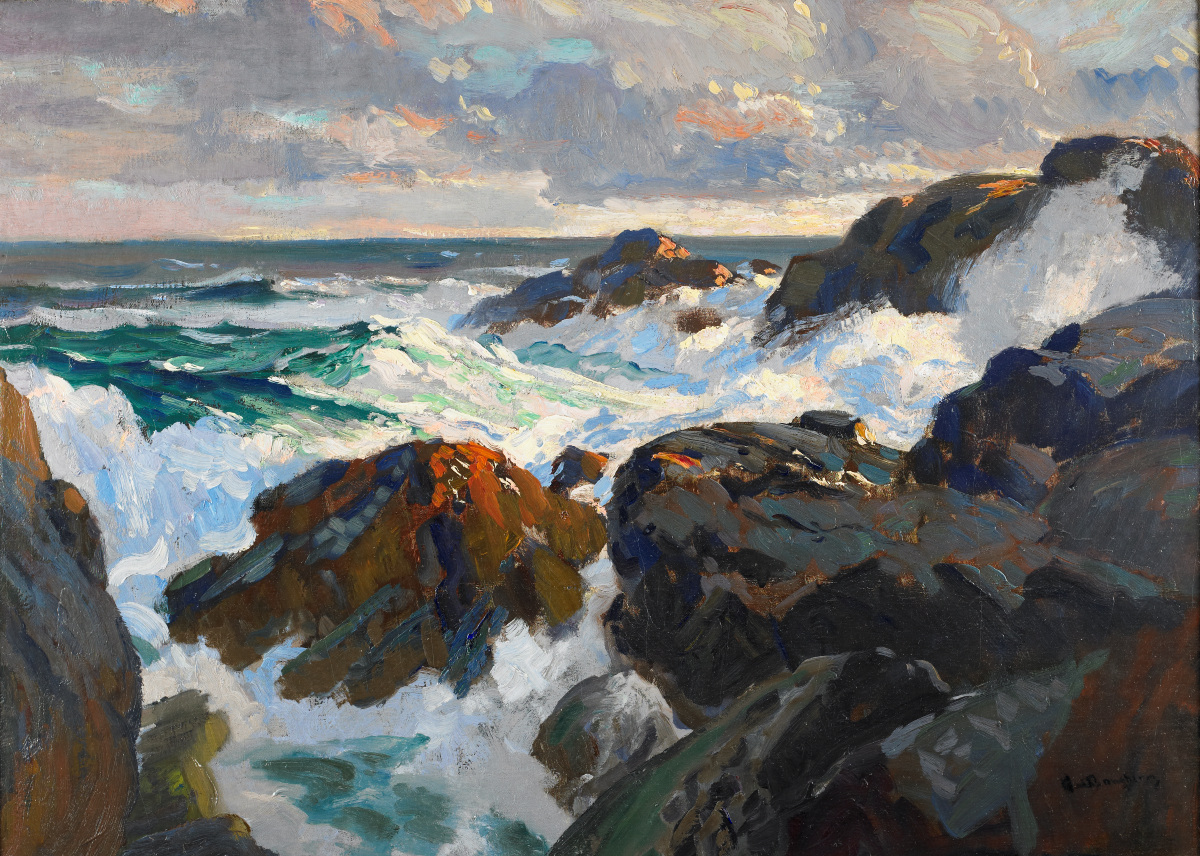
Paul Dougherty: Crashing Waves (ca. 1915). Birmingham Museum of Art, Alabama

Paul Dougherty ist bekannt für seine Bilder der Küsten von Maine und Cornwall, die er nach der Jahrhundertwende im Stil des amerikanischen Impressionismus malte. Sein Stil zeichnet sich durch kräftige Pinselstriche und eine lebhafte Farbwahl aus, die die Dynamik des Meeres einfängt. Seine Werke wurden in zahlreichen renommierten Museen ausgestellt, darunter das Metropolitan Museum of Art in New York und das Art Institute of Chicago.  